# HD 192987
HD 192987，又名BD+36 3978，SAO 69725、HR 7757，是一颗恒星，视星等为6.48，位于銀經74.87，銀緯0.99，其B1900.0坐标为赤經20h 12m 44.3s，赤緯+36° 0.99′ 52″。